# Diou (Allier)
Diou é uma comuna francesa na região administrativa de Auvérnia-Ródano-Alpes, no departamento Allier. Estende-se por uma área de 25 km². Em 2010 a comuna tinha 1 425 habitantes (densidade: 57 hab./km²).